# Le Prince aux muguets
Le Prince aux muguets est une mélodie d'Augusta Holmès composée en 1898.

## Composition
Augusta Holmès compose Le Prince aux muguets en 1898, sur un poème qu'elle écrit elle-même. L'œuvre existe en deux versions : l'une pour contralto ou basse en do  mineur, l'autre pour mezzo-soprano ou baryton. L'illustration est due à L. Denis. La mélodie est publiée aux éditions Grus.

## Réception
L'œuvre est jouée après la mort de la compositrice, notamment au Concert Carboni.